# Mount Desert (Maine)
Mount Desert è un comune degli Stati Uniti d'America, situato nello Stato del Maine, nella contea di Hancock.